# Бедриківський Володимир Володимирович
Володи́мир  Володи́мирович  Бедрикі́вський  (народився 16 грудня 1963 року в місті Заліщики, Тернопільської області УРСР) — український офіцер міліції, генерал — полковник міліції, перший заступник міністра внутрішніх справ України — начальник Головного управління по боротьбі з організованою злочинністю МВС України (2008—2010). Заслужений юрист України (2006). Кандидат юридичних наук зі спеціальності «кримінальне право та кримінологія» (2010)

## Життєпис
Володимир Бедриківський народився у Заліщиках, що на Тернопільщині. В дитинстві займався у місцевому гуртку картингістів.
Після закінчення середньої школи працював електриком та інструктором зі спорту на туристичній базі «Дністрянка».
У 1982—1984 роках проходив службу в лавах Збройних сил СРСР.
У 1985 році став курсантом Івано-Франківської спеціальної середньої школи міліції МВС СРСР, працював на посаді дільничого, старшого дільничого інспектора міліції Борщівського РВВС УВС Тернопільського облвиконкому.
У 1991 році закінчив Київську вищу школу МВС СРСР, після чого проходив службу в Міжрегіональному управлінні по боротьбі з організованою злочинністю МВС СРСР — МВС України, а згодом обіймав посади оперуповноваженого, старшого оперуповноваженого в особливо важливих справах, заступника начальника відділу та начальника відділу в Головному управлінні по боротьбі з організованою злочинністю МВС України.
У 1999 році закінчив Київський державний університет імені Т. Г. Шевченка за спеціальністю «Правознавство та міжнародні економічні відносини».
З 2001 по 2005 роки працював на посаді заступника начальника Головного управління по боротьбі з організованою злочинністю МВС України.
У лютому 2006 року призначений начальником УМВС України в Житомирській області.
У серпні того ж року отримав спеціальне звання генерал-майора міліції, а в грудні удостоєний почесного звання «Заслужений юрист України».
25 січня 2008 року призначений першим заступником начальника Головного управління по боротьбі з організованою злочинністю МВС України з покладанням виконання обов'язків начальника цього спеціального підрозділу.
У березні того ж року за погодженням з Комітетом по боротьбі з організованою злочинністю та корупцією Верховної Ради України, Розпорядженням Кабінету Міністрів України призначено першим заступником Міністра внутрішніх справ України — начальником Головного управління по боротьбі з організованою злочинністю.
У серпні 2008 року отримав спеціальне звання генерал-лейтенанта міліції, а рік потому — генерал-полковника.
У березні 2010 року звільнився з займаної посади та органів внутрішніх справ.
У 2012 році висував свою кандидатуру на виборах до Верховної Ради України по 167-му одномандатному виборчому округу. Посів друге місце, набравши 16,01 % голосів.
На час висування працював професором кафедри кримінального права приватного вищого навчального закладу «Київський міжнародний університет».
З 2014 року по 2015 рік працював радником Голови Служби безпеки України.
У 2016—2019 роках очолював Департамент нагляду за додержанням законів у кримінальному проваджені та координації правоохоронної діяльності Генеральної прокуратури України.
З 2019 року керуючий партнер Адвокатського об'єднання DSA GROUP

## Нагороди
- Заслужений юрист України (2006)[7]
- Орден «За заслуги» 3 ступеня Указ Президента України від 05 лютого 2010 року № 103-8 т
- Орден «За заслуги» 2 ступеня Указ Президента України від 30 листопада 2017 року № 394/2017
- Почесна Грамота Кабінету Міністрів України рішення КМУ № 15047 від 06 травня 2008 року
- Відомчі відзнаки МВС України — «Заслужений працівник МВС України» нагрудний знак «Лицар Закону», нагрудний знак «Хрест Слави».